# 1998년 1월
| 1998년: 1월 · 2월 · 3월 · 4월 · 5월 · 6월 · 7월 · 8월 · 9월 · 10월 · 11월 · 12월 |

| <          | 1998년 1월 | 1998년 1월 | 1998년 1월  | 1998년 1월  | 1998년 1월 | >          |
| 일         | 월         | 화         | 수          | 목          | 금         | 토         |
|            |            |            |             | 1 12.3 무신 | 2 4 기유   | 3 5 경술   |
| 4 6 신해   | 5 7 임자   | 6 8 계축   | 7 9 갑인    | 8 10 을묘   | 9 11 병진  | 10 12 정사 |
| 11 13 무오 | 12 14 기미 | 13 15 경신 | 14 16 신유  | 15 17 임술  | 16 18 계해 | 17 19 갑자 |
| 18 20 을축 | 19 21 병인 | 20 22 정묘 | 21 23 무진  | 22 24 기사  | 23 25 경오 | 24 26 신미 |
| 25 27 임신 | 26 28 계유 | 27 29 갑술 | 28 1.1 을해 | 29 2 병자   | 30 3 정축  | 31 4 무인  |

| 편집하기 |